# Compromís
Compromís o Coalició Compromís (pronuncia valenciana: [koalisiˈo kompɾoˈmis]; italiano: Coalizione Impegno) è un partito politico valenciano, originariamente una coalizione elettorale, nella Comunità Valenciana, in Spagna. Le parti coinvolte includono il Blocco Nazionalista Valenciano, l'Iniziativa Popolare Valenziana di sinistra e un gruppo di ambientalisti (Verds-Equo della comunità di Valencia) e parti indipendenti. Insieme difendono la politica valencianista, progressista ed ecologista.
Compromís è stata fondata nel gennaio 2010 per partecipare alle elezioni del parlamento di Valencia del 2011 e alle elezioni locali del 2011.
Dall'anno delle elezioni del 2015, Compromís ha notevolmente aumentato la sua rappresentanza in molte istituzioni. Attualmente conta 724 consiglieri in tutta la Comunità autonoma di Valencia, 17 rappresentanti parlamentari nel parlamento di Valencia (Corti Valenciane), 1 rappresentanti nel Congresso dei Deputati spagnoli, 1 nel Senato spagnolo. Ha anche 84 uffici del sindaco, tra cui la città di Valencia, capitale della Comunità Valenciana.